# جوزف عطیه (خواننده)
جوزف عطیه (انگلیسی: Joseph Attieh؛ زادهٔ ۱۴ مهٔ ۱۹۸۷) خوانندگی، ترانه‌سرا، موسیقیدان، هنرپیشه، موسیقیدان، نویسنده، تهیه‌کننده اهل لبنان است. وی از سال ۲۰۰۵ میلادی تاکنون مشغول فعالیت بوده‌است.